# Rengatella metallicus
Rengatella metallicus är en insektsart som beskrevs av Walker 1857. Rengatella metallicus ingår i släktet Rengatella och familjen dvärgstritar. Inga underarter finns listade i Catalogue of Life.